# Crumpler
Ett samhälle i USA med samma namn hittas på Crumpler, West Virginia
Crumpler är ett australiskt företag som tillverkar väskor för alla ändamål bland annat till bärbara datorer, kameror med mera.
Företaget grundades 1994 i Melbourne, Australien. Det tillverkar och säljer IT-, foto- och bagageväskor. 
Det är olika företag som driver de olika marknaderna. Australien och USA drivs från Australien. Europa, Asien och Sydafrika drivs från Zürich, Schweiz. De två företagen är helt separerade från varandra och har olika "kollektioner" av väskor. Det europeiska sortimentet sys i Vietnam i Crumplerägda fabriker.
Väskorna säljs i Sverige via återförsäljare.
Tidigare fanns franchisebutiker på Linnégatan 2 och på S:t Paulsgatan 3 i Stockholm men Crumpler har dragit tillbaka dessa avtal och butikerna är numer stängda.